# مکار
مکار، روستایی است از توابع بخش مرزن‌آباد شهرستان چالوس در استان مازندران ایران.

## جمعیت
این روستا در دهستان کوهستان (چالوس) قرار دارد و براساس سرشماری مرکز آمار ایران در سال ۱۳۸۵، جمعیت آن ۱۲۶ نفر (۳۲خانوار) بوده‌است.  مردم مکار از قومیت طبری هستند. مردم مکار به زبان طبری با گویش چالوسی سخن می‌گویند.